# Посольство Бахрейна в России
Посольство Королевства Бахрейн в Москве (араб. سفارة البحرين لدى روسيا‎) — официальная дипломатическая миссия Бахрейна в России, расположена в районе Доргомилово в здании гостиницы  «Украина».
- Чрезвычайный и полномочный посол Королевства Бахрейн в РФ: Ахмед Абдулрахман Махмуд Исмаил Аль-Саати.
- Индекс автомобильных дипломатических номеров посольства — 136.

## Дипломатические отношения
Дипломатические отношения между СССР и Бахрейном были установлены 29 сентября 1990 года.

## Здание посольства

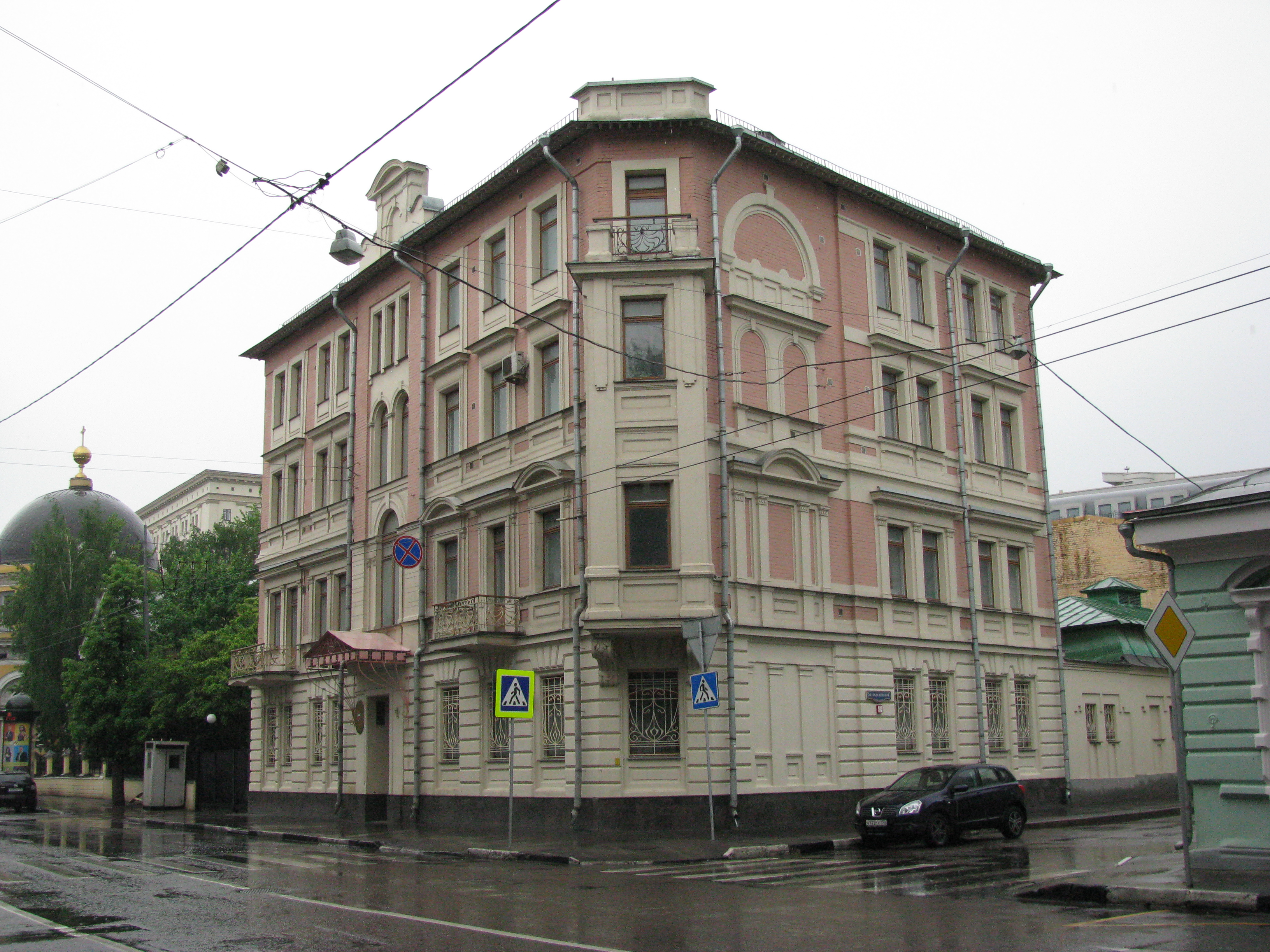
Бывшее здание посольства Бахрейна в Москве на Большой Ордынке.

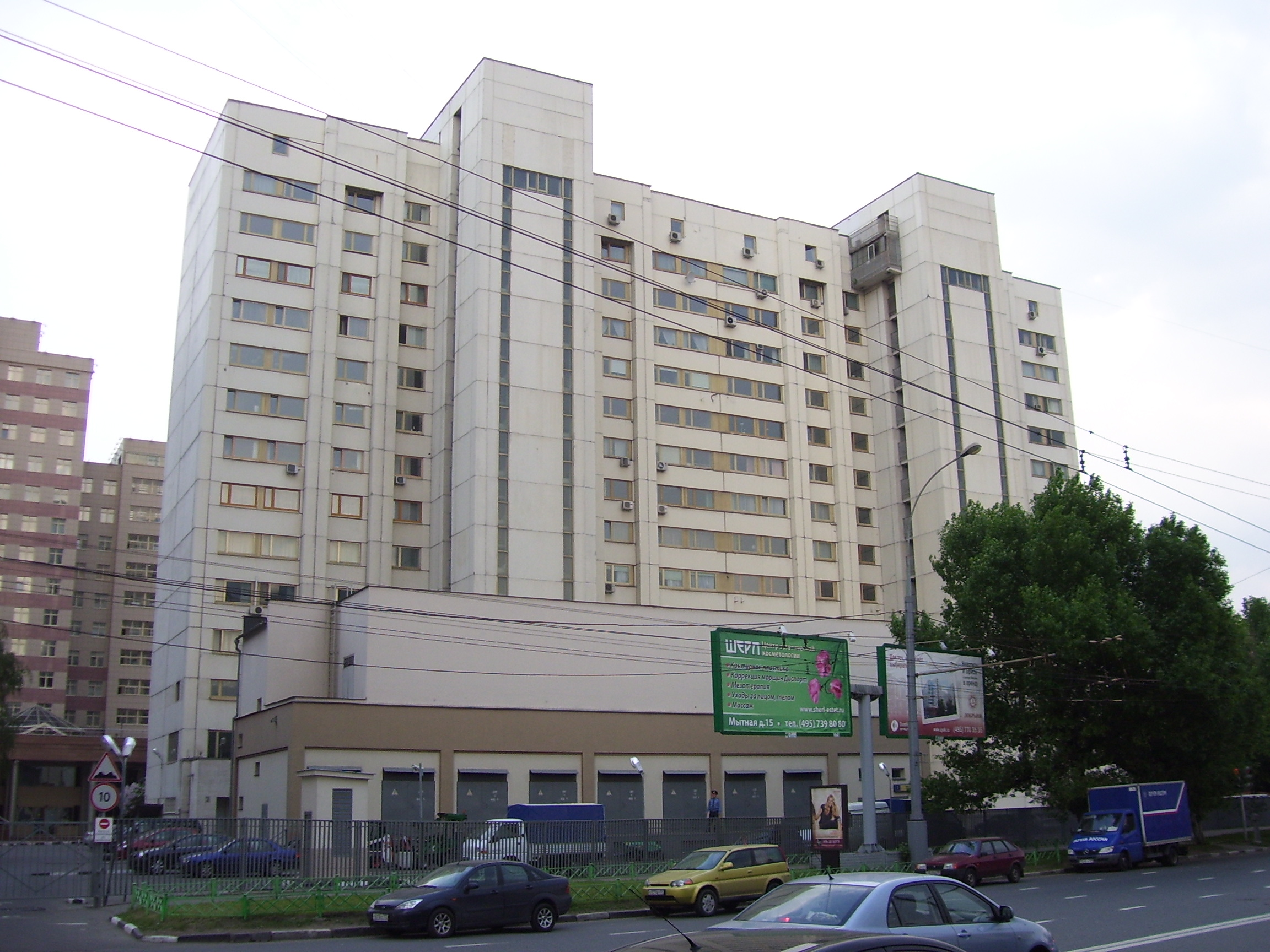
Бывшее здание посольства Бахрейна в Москве на Мытной улице.

Ранее посольство располагалось на улице Большая Ордынка, № 3, в бывшем доходном доме (1892), архитектор П. А. Ушаков и на Мытной улице, 3
В настоящее время оно занимает офисы на Кутузовском проспекте, д. 2/1, стр. 1А.

## Послы Бахрейна в России
- Абдельхамид Али Хасан Али  (2003—2009)
- Хашим Хасан аль-Баш (2010—2014)
- Ахмед Абдулрахман Махмуд Исмаил Аль-Саати (с 2015 года)[2]